# Notre-Dame-d'Estrées-Corbon
Notre-Dame-d'Estrées-Corbon é uma comuna francesa na região administrativa da Normandia, no departamento de Calvados. Estende-se por uma área de 11,52 km². Em 2010 a comuna tinha 1 945 habitantes (densidade: 168,8 hab./km²).
A municipalidade foi estabelecida em 1 de janeiro de 2015 e consiste na fusão das antigas comunas de Corbon e Notre-Dame-d'Estrées.